# Li Yunqi
Pour les articles homonymes, voir Li.
Li Yunqi, né le 28 août 1993 à Zhengzhou, est un nageur chinois en activité, spécialiste des épreuves de nage libre.

## Palmarès

### Jeux olympiques
- Jeux olympiques de 2012 à Londres ( Royaume-Uni)  :
  -  Médaille de bronze au titre du relais 4 × 200 m nage libre.

### Grand bassin
- Championnats du monde 2011 à Shanghai ( Chine) :
  -  Médaille de bronze au titre du relais 4 × 200 m nage libre.
- Championnats du monde 2013 à Barcelone ( Espagne)  :
  -  Médaille de bronze au titre du relais 4 × 200 m nage libre.

### Jeux asiatiques
- Jeux asiatiques de 2010 à Canton ( Chine)  :
  -  Médaille d'or au titre du relais 4 × 200 m nage libre.